# Noisiel
Noisiel ist eine französische Gemeinde mit 15.927 Einwohnern (Stand 1. Januar 2022) im Département Seine-et-Marne in der Region Île-de-France. Noisiel gehört zum Arrondissement Torcy und zum Kanton Champs-sur-Marne, darüber hinaus gehört die Gemeinde zur Ville nouvelle Marne-la-Vallée.

## Lage

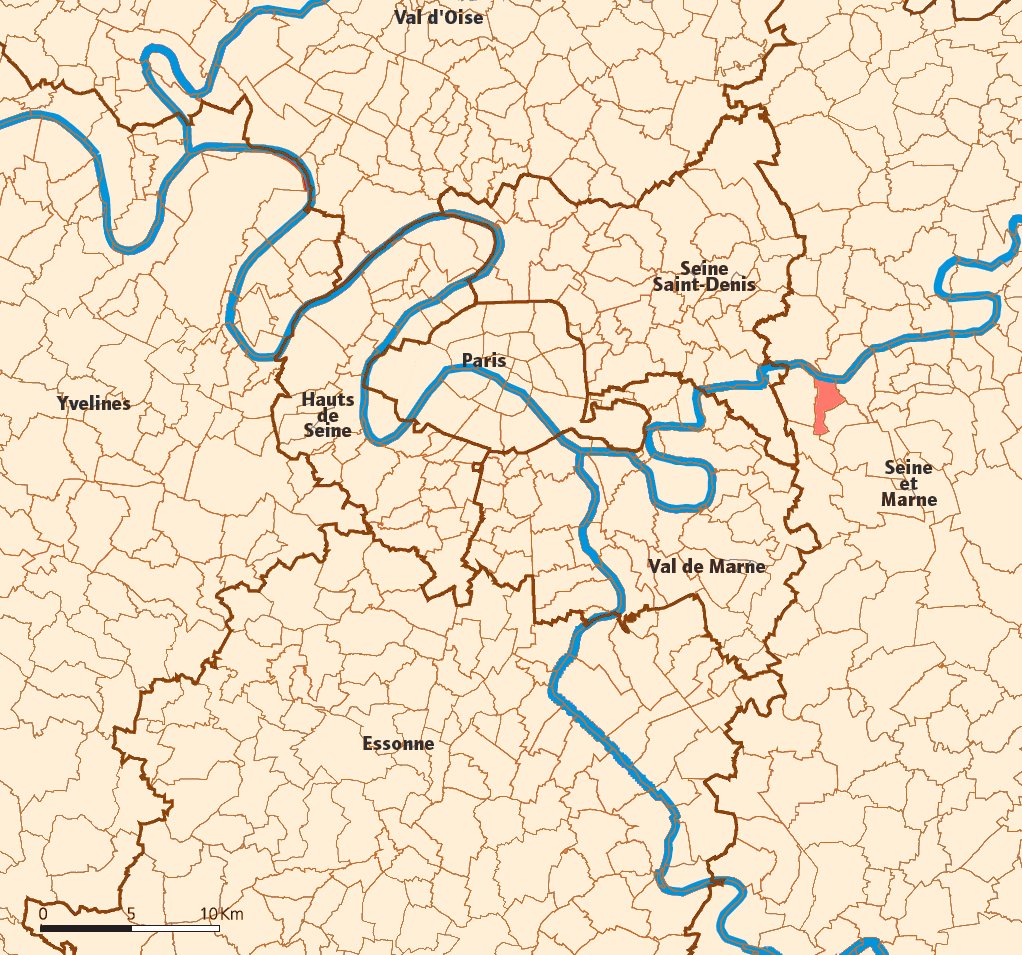
Die Lage von Noisiel im Pariser Raum

Noisiel liegt östlich von Paris, 20,5 Kilometer vom Zentrum entfernt. Die Gemeinde gehört zum Gemeindeverbund Marne-la-Vallée, einer Ville nouvelle östlich von Paris. Der Gemeindeverbund ist am 17. August 1972 hervorgegangen aus dem Zusammenschluss von 26 Communes aus den Départements Seine-et-Marne, Seine-Saint-Denis und Val-de-Marne und wird seit dem 24. März 1987 administrativ in vier Sektionen verwaltet. Noisiel gehört zur Sektion Val Maubuée. Zu diesem Kommunalverband gehören ebenfalls Champs-sur-Marne, Torcy, Émerainville, Lognes und Croissy-Beaubourg.
Noisiel war ab 1993 kurzzeitig der Hauptort der Verwaltungseinheit mit Meaux und Melun, wurde jedoch am 20. April 1994 durch Torcy ersetzt. 2003 wurde Noisiel als Internet-City als « Ville Internet @ » ausgezeichnet.
Die Stadt verfügt über 214 Hektar Grünflächen, das sind 49,2 % der Fläche. Der Park Noisiel erstreckt sich über 90 Hektar und besitzt eine Promenade. Seine großen Wiesen und kleinen Wälder erstrecken sich entlang der Marne. Vom Fluss aus ist die alte Menier-Mühle zu sehen. Im Park befindet sich das Schloss und eine große Lindenallee führt weiter in den Bois de la Grange. Vom Park oder der Fabrik können Spaziergänge oder Wanderungen entlang der Marne beginnen.

## Ortsname
Der Name Noisiel geht auf das lateinische Wort nucetum zurück, was einen Ort mit Walnussbäumen bezeichnet. Die erste Erwähnung von Noisiel findet sich in einem Text von 841 als Nucedo. Das alte Dorf lag an den Hängen des linken Marneufers. Im elften Jahrhundert wird bereits die Mühle erwähnt. Im zwölften Jahrhundert ändert sich der Ortsname zu Nusiellum. Im 15. Jahrhundert wird für Noisiellum ein Flusshafen genannt, der als Holzsammelplatz für Paris diente. Die neue Stadt erstreckte sich auf dem Plateau in den Wald hinein.

## Bevölkerung und Gemeinde

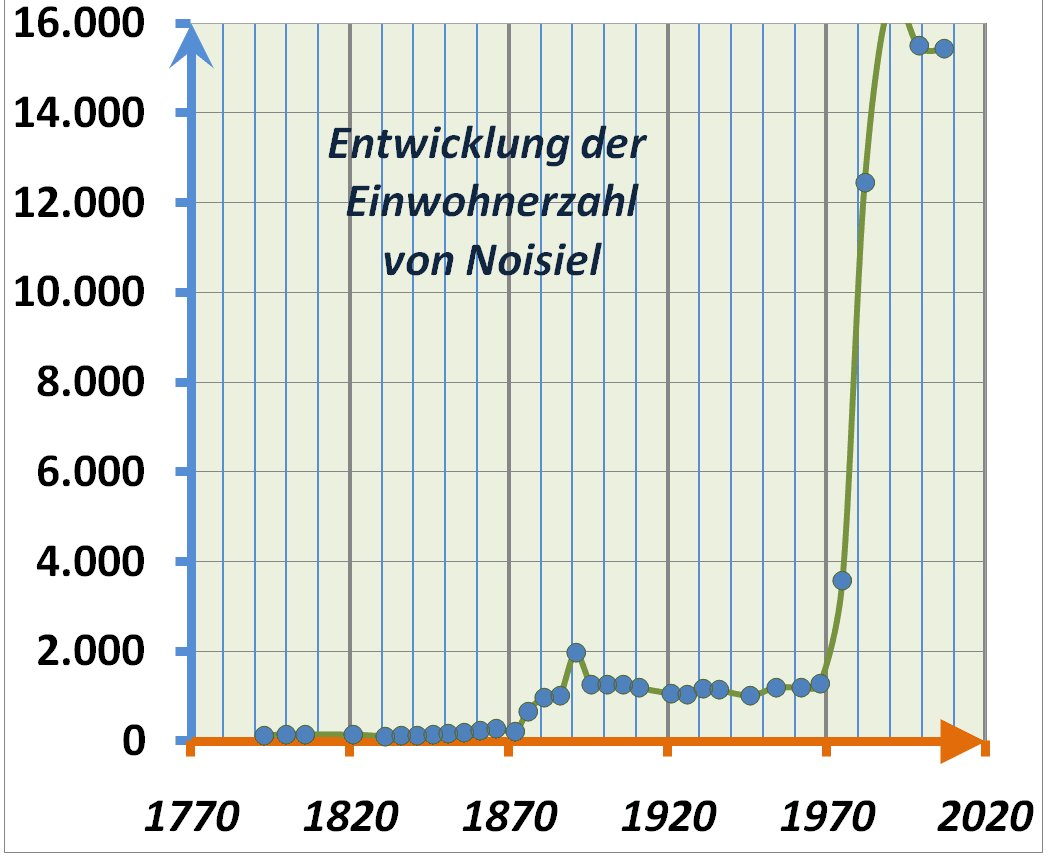
Die Entwicklung der Einwohnerzahl

2007 hatte Noisiel 15.429 Einwohner und damit eine Bevölkerungsdichte von 3539 Einwohnern je Quadratkilometer. Die Bewohner von Noisiel heißen Noisiéliens und Noisiéliennes.
Die Gemeinde besitzt 29,67 Serviceunternehmen und Geschäfte pro 1000 Einwohner und die Arbeitslosenquote lag 2006 für Noisiel bei 9,5 %, Frankreich insgesamt bei 8,8 %. Nahe der RER-Station im modernen Luzard Viertel findet mittwochs und freitags ein großer Markt statt und im alten Noisiel (Emilie-Menier-Viertel) ist freitags Markt. Die Stadt Noisiel hat ein Polizeirevier mit einer Aufklärungsrate von lediglich 28,31 %. „Ich bin hier, weil die Situation für die Polizei im Kreis die schwierigste von Seine-et-Marne ist“ (Nicolas Sarkozy, damaliger Innenminister, bei einem Besuch im Jahre 2005).
In der Stadt gibt es fünf Grundschulen, das College Luzard mit 550 Schülern und 2 Gymnasien, das Lycée Gérard de Nerval mit 600 und das Lycee Rene Cassin, als technische Schule mit 700 Schülern. Es existieren eine Kindertagesstätte, eine Kinderkrippe sowie ein Heim- und Familientreff sowie ein Elternbeirat. Das Konservatorium von Val-Maubuée ist eine Nationale Schule für Musik, Schauspiel und Tanz und befindet sich zu 20 % im Besitz von Noisiel. In der Stadt gibt es vier Turnhallen, das Luzard Sportzentrum und Tennisplätze, eine Bowlingbahn und die Rollschuhbahn. Die Leichtathletik-Sektion Noisiel-Lognes ist als Teil von l'Entente Nord Athlétisme 77 ein führender Club in Seine-et-Marne.
Das Auditorium Jean Cocteau ist ein Zentrum des Bürger- und Vereinslebens mit Shows und Konzerten. La Ferme du Buisson ist ein ehemaliger Bauernhof den Menier 1879 gekauft hat, die Gebäude sind beispielhaft für die Architektur des 19. Jahrhunderts. La Ferme du Buisson ist das Kunst- und Kulturzentrum, es wird vom Ministerium für Kultur gefördert. Das Zentrum verfügt über zwei Bühnen und drei Theaterräume und ein Zentrum für zeitgenössische Kunst sowie die Bibliothek. Ein Restaurant ist Teil des Zentrums. In Noisiel gibt es zwei katholische und eine evangelische Kirche, dazu die Evangelisch-reformierte Kirche von Val Maubuée und eine Vietnamesische Kirche. Im Ort besteht die Jüdische Gemeinde Marne-la-Vallee.

## Baudenkmale
Schokoladenfabrik Menier

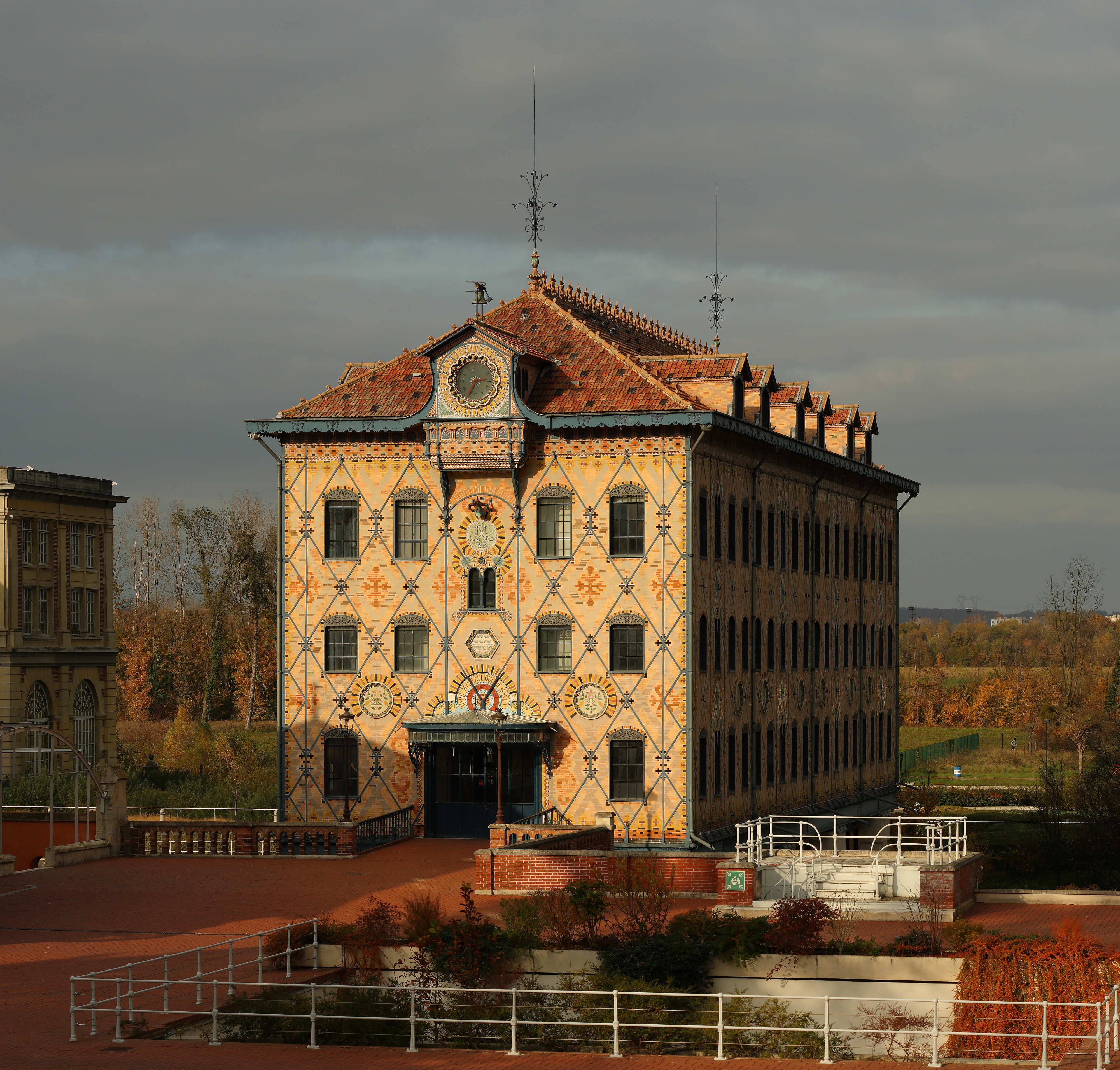
Le Moulin Saulnier in der Schokoladenfabrik Menier

Noisiel war auch ein Feldversuch für berühmte Architekten, die ihm viele öffentliche Gebäude und moderne Originale schufen.geworden. Der Wasserturm Le château d'eau des Quatre-Pavés, auch „Babel“ genannt, in der Mitte eines Kreisverkehrs ist eines der frühen Werke des berühmten Architekten Christian de Portzamparc. Erbaut zwischen 1971 und 1979 hat er ein Fassungsvermögen von 2000 Kubikmetern eine Höhe von 35,4 Metern und ist es ungewöhnlich durch die Form des Dekagons. Die beiden anderen großen Wassertürme Les deux grands châteaux d'eau jumeaux des Totems wurden im Jahre 1975 von Maurice Garnier gebaut und dienen als städtisches Wahrzeichen. Einer von ihnen ist mit einem Mosaikporträt eines Kindes versehen. Bemerkenswert ist auch die Sportanlage des Luzard von 1986 durch Jean Nouvel errichtet.
Das administrative Zentrum der Bank von Frankreich wurde 1985 von Architekten Guy Lagneau und Henri Coulomb errichtet. Das Gebäude befindet sind teilweise bereits in der Nachbargemeinde Lognes, eine Zweigniederlassung entstand im Jahre 1994.
Der tour verte (Grüner Turm) in der Nachbarschaft der Parks ist ein Wohnkomplex von etwa zwanzig Etagen und wurde 1977 erbaut, er ist eine Replik auf den „Blauen Turm“ in Cergy-Pontoise, außerhalb der „Nouvelle Village“ von Noisiel.
Siehe auch: Liste der Monuments historiques in Noisiel

## Nahverkehr
Noisiel ist durch die Station Noisiel der Linie A der RER mit Paris verbunden und von Châtelet – Les Halles in 26 Minuten zu erreichen. Die Züge fahren in Spitzenzeiten im 5-Minuten-Abstand, in den Netzzeiten im 10- und am Abend- und in den Morgenstunden im 15-Minutenabstand. Hinzu kommen fünf Buslinien nach Paris und in die Umgebung.

## Menier-Schokoladenfabrik
Noisiel ist gleichbedeutend mit dem Namen Menier, der hiesigen Schokoladenherstellerfamilie. Im Jahr 1825 entschied sich der Begründer der Industriellendynastie Menier, Jean-Antoine Brutus Menier, seine Pharmafabrik aus dem Marais-Viertel von Paris an die Ufer der Marne zu verlegen. In Noisiel bot sich dafür das Gelände der alten Mühle an. Im Jahre 1836 war er der Erste, der Schokolade als Tafel herstellte. Im Jahr 1867 beschließt sein Sohn Emile Justin Menier die Fabrik ausschließlich für die Produktion von Schokolade zu nutzen. Die Belegschaft stieg von 50 Mitarbeitern im Jahre 1856 auf 325 im Jahr 1867, Ende des 19. Jahrhunderts waren nahezu 2000 Personen beschäftigt. Die Reorganisation der Fertigung im Werk erforderte neue Gebäude entlang der Marne. Dadurch verschwand das alte Dörfchen und die Anlage erreichte zwischen 1860 und 1874 ihre jetzige Form. Als Symbol für Menier verblieb die zentrale Mühle.
1871 wurde Emile Justin Menier Bürgermeister bis 1881 und die Gemeinde erwarb weiteres Land. Daraufhin wurden im Jahr 1874 nahe der Fabrik 66 Häuser und eine Schule für die Arbeiterfamilien gebaut. Menier studierte dazu Modelle von Werksstädten in England und nahm sich Mulhouse zum Vorbild. An jeder Straßenseite wurden Einzelhäuser von 64 Quadratmetern je mit zwei Schlafzimmern, einer Küche und einem Wohnzimmer und einem 300 m² großen Garten errichtet. Der Garten sollte das Familieneinkommen ergänzen. Anfangs gab es kein fließendes Wasser, aber es waren alle 45 Meter Brunnen in den Straßen installiert. Die Häuser an den Straßenecken sind opulenter und größer und haben Toiletten, sie waren für Angestellte und Ingenieure reserviert. Die Wohnungen wurden an Arbeiter und Angestellte vermietet um eine Stammbelegschaft zu erreichen. Verlor der Arbeitnehmer seinen Job, musste er sein Haus verlassen. Die Monatsmiete betrug zwei bis sechs Tageslöhnen. Bis 1911 wurden insgesamt 85 Häuser mit 311 Wohnungen auf einer Fläche von 20 Hektar gebaut. Ein Badehaus ist in der Nähe, eine Waschhaus, eine Arztpraxis für zwei Ärzte und ein Apotheker. Eine große Zahl von Einrichtungen ergänzt dies: Versorgungs-Läden (bis 1912 im Besitz Meniers), eine Kantine für alleinstehende Arbeitnehmer, zwei Cafés, Hotels, Restaurants, die Schule für Mädchen und Jungen, ein Seniorenheim und das Rathaus. Die Schule, ein Symbol für den Aufstieg der Arbeiterklasse, liegt zentral in der Hauptstraße der Stadt, während die Kirche – ein architektonischer Industriebau – etwas am Rande liegt. Das Werk bleibt das Zentrum der Stadt und alles ist darum herum organisiert. Die zentrale Figur im Ort war der Firmenchef, wie sich in der Einweihung der Statue von Emile Justin Menier vor der Schule im Jahre 1898 bezeugte. Im Jahr 1963 geht die Fabrik in Liquidation und die Immobilien wurden in schlechtem Zustand verkauft.
Seit 1996 residiert Nestlé France SA in der ehemaligen Schokoladenfabrik.